# Pierre Dumas (homme politique, 1891-1968)
Pour les articles homonymes, voir Pierre Dumas et Dumas.
Pierre Dumas, (né le 1er août 1891 à Saint-Martin-d'Oydes et mort le 23 septembre 1968 dans la même commune) est un journaliste, écrivain et homme politique français.
Résistant toulousain, membre du comité directeur et secrétaire général des MUR, Il a été député de la Haute-Garonne du 21 octobre 1945 au 10 juin 1946.
Pierre Dumas est le petit-neveu de Julien Dumas, député de l'Ariège de 1893 à 1902.

## Biographie
Étudiant en médecine à l'université de Toulouse, Pierre Dumas est incorporé le 1er octobre 1912 et devient caporal. Infirmier dans les tranchées pendant la guerre de 1914-1918, il  crée des journaux de tranchées : Le Périscope, puis Le Filon, « organe des poilus du 83e d'infanterie ». Il est démobilisé le 20 août 1919 après 7 années de service militaire.
Il est rédacteur à La Petite Gironde. Envoyé spécial avec le photographe M. Gimenez, il couvre la guerre d'Espagne dans les régions de Navarre, Vieille-Castille, Aragon et pays basque. En août 1936, il est expulsé d'Espagne par le camp nationaliste. Il travaille à L'Illustration, à  L'Aube, au Petit Démocrate, à L'Ouest-Éclair pour qui il effectue en 1re classe le voyage inaugural du Normandie le 29 mai 1935, en tant qu'envoyé spécial). Il est reporter à Sud Ouest (Bordeaux).
En 1936, il se présente aux élections législatives en Béarn soutenu par son ami Auguste Champetier de Ribes. Il deviendra adjoint au maire Maurice Trélut à Tarbes. 
Pierre Dumas fait partie de ces rares Haut-Pyrénéens qui, d'emblée, rejettent le régime de Vichy. Révoqué de ses fonctions de maire adjoint, il noue un premier contact au début de l'année 1941 avec Pierre-Henri Teitgen et devient une figure importante de la Résistance en Midi-Pyrénées. Pierre Dumas organise avec Pierre-Henri Teitgen, la publication et la distribution de journaux clandestins. Le mouvement a de nombreuses personnalités locales dans ses rangs (Sahuc, Mercier, Cénac, Charier, Sajous, Moreau, Laffont, Puyoo, Carnier, Gachies). Il emprunte les pseudonymes de « Monsieur Sabin », de « Saint-Jean », de « Louise » puis sans doute d'« Alexandre ». Il  dirige la section locale du groupe Combat. Il est membre du directoire et secrétaire général des Mouvements unis de la Résistance (MUR) auprès de son ami François Verdier. Il œuvre dans le Noyautage des administrations publiques (NAP). Dans les années 1942-43, il est spécialiste des opérations de parachutage pour la résistance locale. Il publie ses souvenirs de résistant en 1945 dans un livre intitulé Saint-Jean terroriste aux éditions Delmas.
Après la Seconde Guerre mondiale, il est premier adjoint chargé de la culture (délégué aux musées) à la mairie de Toulouse auprès de Raymond Badiou. 
À la Libération, Pierre Dumas crée à Toulouse le quotidien La Victoire (tiré à 100 000 exemplaires), qui a été distribué pendant cinq ans, ainsi que plus tard, L'Indépendant et écrit dans Midi 53, autre journal toulousain.
Il se présente sans succès pour un siège de sénateur au Conseil de la République en novembre 1948 ainsi qu'aux législatives du 2 janvier 1956 en Gironde.
Il est l'ami d'Alexandre Roubtzoff pour lequel il écrit une biographie : Roubtzoff, peintre de la lumière publié aux éditions Privat à Toulouse en 1951.

## Publications

### Journaux de tranchées
- Le Périscope[8]
- Le Filon[9]

### Presse quotidienne
- La Victoire
- L'Indépendant

### Ouvrages
- Abdelkrim (voir : Abdelkrim el-Khattabi), Éditions du Bon Plaisir, Toulouse, 1927
- Le Maroc, éditions Arthaud, 1928 (2e édition : 1942)
- Foch pyrénéen, Toulouse, éditions Privat, Toulouse, 1929
- L'Algérie, éditions Arthaud, 1931 (2e édition : 1937)
- Viva la muerte (Le Drame espagnol), Éditions Pyrénéennes, Tarbes - Messageries Hachette, Bordeaux (1936)
- La Tunisie, éditions Arthaud, 1937
- Euskadi : les Basques devant la guerre d'Espagne, Éditions de l'Aube, 1938
- L'homme qui mourut deux fois, éditions Delmas, 1943
- Saint-Jean terroriste, Éditions Delmas, 1945
- Je ne serais plus député, éditions Le Hublot, 1945
- Roubtzoff, peintre de la lumière, éditions Privat, Toulouse, 1951
- Les Derniers Jours des Girondins, Éditions du Midi, 1952
- Cinq lettres aux Américains, Imprimerie toulousaine, 1957
- Les Clefs de Lourdes, éditions Elbé, 1958

## Récompenses et distinctions

### Décorations
- Croix de guerre 1914-1918 avec cinq citations
- Rosette de la Résistance
- Chevalier de la Légion d'honneur